# Maracandellus bidentatus
Maracandellus bidentatus is een hooiwagen uit de familie Assamiidae.